# UMTS-TDD
UMTS – TDD, es el acrónimo de Universal Mobile Telecommunications System (UMTS) - time-division duplexing (TDD), es un estándar 3GPP para las redes de tecnología Sistema Universal de Telecomunicaciones Móviles (UMTS) que utilizan UTRA - TDD (división por multiplexación temporal acceso múltiple por división de tiempo (TDMA) para UMTS Terrestrial Radio Access (UTRA).

## Multiplexación temporal
El método de acceso a un canal en telecomunicaciones se puede realizar de diversas maneras permitiendo a los usuarios compartir el espacio radioeléctrico. El Time-Division Duplex (TDMA) permite emular una comunicación full-duplex mediante un canal half-duplex, diversos usuarios pueden compartir un mismo canal frecuencial (FDMA) dividiendo este en varios slots temporales sin interferirse entre sí.
A esta combinación de TDM/FDMA se le conoce como Espectro ensanchado por salto de frecuencia
A la hora de transmitir los paquetes de datos en telefonía es importante ceder un tiempo de seguridad para evitar las interferencias entre paquetes, a este tiempo de seguridad se le denomina "overhead" y también incluye margen de tiempo para la variación de las rampas de potencia. Tal tiempo de "overhead" determina la distancia entre las diversas celdas de telefonía celular.

## Comparación con UMTS-FDD
Habitualmente UMTS usa el modo UMTS-FDD, cuya interfaz terrestre es conocida como UTRA-FDD. UMTS-FDD usa W-CDMA para el acceso múltiple y multiplexación frecuencial, lo que quiere decir que las velocidades de subida y bajada de datos disponen de diferentes anchos de banda en el espectro frecuencial, determinados por los servicios de telefonía de los diversos países.

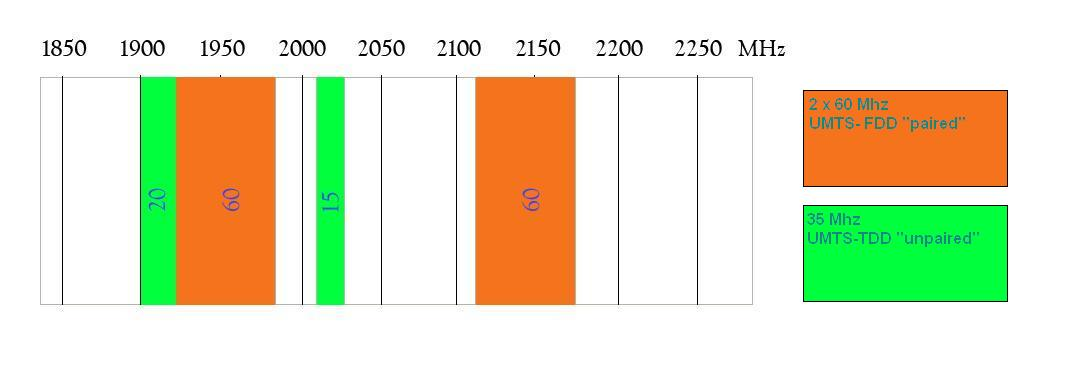
Distribución del espectro en Europa

UMTS-TDD usa TDMA, permitiendo que los canales de subida y bajada de datos se encuentren en el mismo espectro frecuencial. Esto cede al operador mayor flexibilidad a la hora de usar el espectro disponible en función de su demanda.

## Características y funcionamiento
TD-CDMA es la interfaz primaria de radio usado por UMTS-TDD. Utiliza incrementos de 5MHz del espectro, con cada tramo dividido en marcos de 10 ms que contienen quince ranuras de tiempo (1500 por segundo). Las ranuras de tiempo se asignan en un porcentaje fijo para el downlink y el uplink o variable, lo que permite un uso eficiente del espectro. 
TD-CDMA es IMT-2000 la interfaz del aire 3G, clasificado como IMT-TD de división de tiempo, y estandarizado en UMTS por 3GPP como UTRA TDD-HCR. TD-CDMA se relaciona de cerca con W-CDMA, y proporciona los mismos tipos de servicios en la medida de lo posible. 
Una interfaz alternativa del aire para UMTS-TDD es TD-SCDMA, que utiliza incrementos de 1.6MHz del espectro, y es estandardizado en UMTS por el 3GPP como UTRA TDD-LCR.

## Estándares competentes
Una variedad de sistemas existen que proporcionen el acceso de banda ancha a Internet. En estos se incluyen WiMAX y HIPERMAN. UMTS-TDD tiene la ventaja de poder usar las estructuras existentes de UMTS - FDD y otros sistemas 3GPP. El funcionamiento de UMTS-TDD es también más constante. Sin embargo, los servicios de UMTS-TDD tienen a menudo problemas reguladores con algunos servicios en términos de compatibilidad con UMTS. Por ejemplo, el espectro de UMTS-TDD en el Reino Unido no se puede utilizar para proporcionar servicio telefónico, aunque el regulador OFCOM está discutiendo la posibilidad de permitirlo en el futuro. 
Además, el WiMAX y los sistemas de HIPERMAN proporcionan mayor ancho de banda conforme la estación móvil se encuentra más cerca de la torre de transmisión de señal.
| Nombre Común            | Familia      | Principales usos                                               | Tecnología Radio       | Downstream (Mbit/s)                                                                       | Upstream (Mbit/s)                                                                         | Información |
| ----------------------- | ------------ | -------------------------------------------------------------- | ---------------------- | ----------------------------------------------------------------------------------------- | ----------------------------------------------------------------------------------------- | --- |
| HSPA+                   | 3GPP         | 4G                                                             | CDMA/FDD MIMO          | 21 42 84 672                                                                              | 5.8 11.5 22 168                                                                           | HSPA+ está extensamente distribuido. En 11 de los estados que usan 3GPP HSPA+ alcanza velocidades de 672 Mbps. |
| LTE                     | 3GPP         | 4G                                                             | OFDMA/MIMO/SC-FDMA     | 100 Cat3 150 Cat4 300 Cat5 (in 20 MHz FDD)                                                | 50 Cat3/4 75 Cat5 (in 20 MHz FDD)                                                         | Recientes actualizaciones de LTE-Advanced esperan ofrecer picos de flujo de hasta 1 Gb/s y un flujo constante de 100 Mb/s.                                                                                                |
| WiMAX                   | 802.16       | Internet para móvil cf. 802.16e                                | MIMO-SOFDMA            | 128 (in 20 MHz bandwidth FDD)                                                             | 56 (in 20 MHz bandwidth FDD)                                                              | La reciente actualización de WiMAX IEEE 802.16m ofrece flujos de pico de al menos 1 Gbit/s y 100 Mbit/s a los usuarios.                                                                                                   |
| Flash-OFDM              | Flash-OFDM   | Internet para móvil durante desplazamientos 200 mph (350 km/h) | Flash-OFDM             | 5.3 10.6 15.9                                                                             | 1.8 3.6 5.4                                                                               | Alcance 30 km (18 millas) Alcance extendido 55 km (34 millas) |
| HIPERMAN                | HIPERMAN     | Internet por móvil                                             | OFDM                   | 56.9                                                                                      | 56.9                                                                                      | |
| Wi-Fi                   | 802.11 (11n) | Internet por móvil                                             | OFDM/MIMO              | 300 (usando configuración 4x4 en 20 MHz BW) o 600 (usando configuración 4x4 en 40 MHz BW) | 300 (usando configuración 4x4 en 20 MHz BW) o 600 (usando configuración 4x4 en 40 MHz BW) | Antena, Mejoras RF y menores ajustes del protocolo del temporizador han ayudado a desplegar redes de largo alcance P2P, comprometidas con la cobertura radial, el rendimiento y la eficiencia espectral (310 km & 382 km) |
| iBurst                  | 802.20       | Internet por móvil                                             | HC-SDMA/TDD/MIMO       | 95                                                                                        | 36                                                                                        | Radio de celda: 3–12 km Velocidad: 250 km/h Eficiencia espectral: 13 bits/s/Hz/cell Spectrum Reuse Factor: "1" |
| EDGE Evolution          | GSM          | Internet por Móvil                                             | TDMA/FDD               | 1.6                                                                                       | 0.5                                                                                       | 3GPP Release 7 |
| UMTS W-CDMA HSDPA+HSUPA | UMTS/3GSM    | 3G                                                             | CDMA/FDD CDMA/FDD/MIMO | 0.384 14.4                                                                                | 0.384 5.76                                                                                | HSDPA está ampliamente extendido. Flujo de descarga 2 Mbit/s, ~200 kbit/s uplink; HSPA+ downlink 56 Mbit/s. |
| UMTS-TDD                | UMTS/3GSM    | Internet por móvil                                             | CDMA/TDD               | 16                                                                                        | 16                                                                                        | Velocidades acordes con IPWireless usando modulación 16QAM similar a HSDPA+HSUPA |

## Documentación
- http://www.umtsworld.com/technology/tdcdma.htm
- http://www.ecodocdb.dk/
- SYNCHRONIZATION IN AD HOC NETWORKS BASED ON UTRA TDD TUHH, Department of Telecommunications, Eissendorfer Strasse